# Hermachola crudeni
Espèce
Synonymes
- Hermacha crudeni Hewitt, 1913
- Hermachola grahami Hewitt, 1915

Hermachola crudeni est une espèce d'araignées mygalomorphes de la famille des Entypesidae.

## Distribution
Cette espèce est endémique du Cap-Oriental en Afrique du Sud,. Elle se rencontre vers Alicedale et Grahamstown.

## Description
La femelle holotype mesure 21,5 mm.
Le mâle décrit par Ríos-Tamayo, Engelbrecht et Goloboff en 2021 mesure 12,47 mm et la femelle 14,93 mm.

## Systématique et taxinomie
Cette espèce a été décrite sous le protonyme Hermacha crudeni par Hewitt en 1913. Elle est placée dans le genre Hermachola par Ríos-Tamayo, Engelbrecht et Goloboff en 2021 qui dans le même temps placent Hermachola grahami en synonymie.

## Étymologie
Cette espèce est nommée en l'honneur de Frank Cruden.

## Publication originale
- Hewitt, 1913 : « Descriptions of new species of Arachnida from Cape Colony. » Records of the Albany Museum, vol. 2, p. 462-481.